# Marsksötväppling
Marsksötväppling (Melilotus messanensis) är en ärtväxtart som först beskrevs av Carl von Linné, och fick sitt nu gällande namn av Carlo Allioni. I den svenska databasen Dyntaxa används istället namnet Melilotus siculus. Enligt Catalogue of Life ingår Marsksötväppling i släktet sötväpplingar och familjen ärtväxter, men enligt Dyntaxa är tillhörigheten istället släktet sötväpplingar och familjen ärtväxter. Arten förekommer tillfälligt i Sverige, men reproducerar sig inte. Inga underarter finns listade i Catalogue of Life.
Kronbladen är gula.